# Peronosporales
De Peronosporales vormen een orde van waterschimmels (Oomycetes ) die plantpathogeen kunnen zijn. Ze zijn hoofdzakelijk saprofytisch of parasitisch op planten en hebben een ongesepteerde, vertakte vorm. Vele van de ergste ziekteverwekkers bij planten behoren tot deze orde. Veel soorten zijn in deze orde ingedeeld, maar worden soms beschouwd als leden van de orde Pythiales. Sommige van deze pathogene protisten omvatten de organismen die verantwoordelijk zijn voor aardappelziekte (Phytophthora infestans), eucalyptussterfte (Phytophthora cinnamomi), Phytophthora ramorum en tabakblauwschimmel (Peronospora hyoscyami f.sp. tabacina).

## Taxonomie
De volgende families behorend tot deze orde:
- Crypticolaceae
- Ectrogellaceae
- Myzocytiopsidaceae
- Peronosporaceae
- Pontismataceae
- Pythiaceae
- Pythiogetonaceae
- Salilagenidiaceae
- Salisapiliaceae
- Sirolpidiaceae